# Stress chronique
Le stress chronique est la réponse du cerveau aux évènements déplaisants d'une période prolongée sur laquelle un individu n'a aucun contrôle. Cela inclut une réponse du système endocrinien causant un afflux de corticoïdes. Si cet afflux continue durant une longue période, il peut engendrer des dommages sur la santé physique et mentale de l'individu.

## Biologie
Les animaux exposés à des évènements stressants durant lesquels ils n'ont aucun contrôle répondent par une sécrétion de corticoïdes,. Lorsque la sécrétion se prolonge, l'abondance de corticoïdes conduit à des changements structurels du cerveau. Ces changements apparaissent dans les neurones et synapses de l’hippocampe et du cortex frontal médian. Ils produisent des diminutions au niveau de la mémoire de travail et de la mémoire spatiale et attisent l'agressivité.

## Symptômes
Chez l'humain, les symptômes du stress chronique peuvent varier de l'anxiété, la dépression, l'isolement social, le mal de tête, les douleurs abdominales ou manque de sommeil au mal de dos et des difficultés de concentration.
Les autres symptômes incluent :
- Acné
- Anxiété
- Changements d'humeur intenses
- Colère
- Confusion accrue lors de situations stressantes
- Dépression
- Estomac barbouillé
- Eczéma
- Gingivite
- Hallucination
- Hémorroïdes[5]
- Hypertension[5]
- Inapte à accomplir ou finir une activité
- Insomnie
- Mal de dos
- Mal de tête
- Manque de concentration / perte de concentration
- Pensées suicidaires
- Rash
- Sécheresse oculaire
- Varice[5]

Dans des cas sévères, cela peut conduire à des crises de panique ou d'un trouble panique. Le stress joue un rôle dans le déclenchement ou la dégradation de la dépression et de maladie cardiovasculaire ainsi que dans l'accélération de la progression de VIH/SIDA.

## Traitements
Il existe une variété de méthodes pour contrôler le stress chronique, incluant l'exercice, la diététique, le contrôle du stress, les techniques de relaxation, un repos adéquat et des activités relaxantes. Une cure de magnésium peut avoir un effet positif,. Au niveau de l'herboristerie traditionnelle, il est possible d'utiliser plusieurs plantes ou extrait pour mitiger les effets négatifs du stress sur la santé physiologique et psychologique,.Contre les problèmes digestifs dus au stress chronique l'alpha-cétoglutarate, qui est un complément alimentaire, semble indiqué. A noter que la N acétyl cystéine semble avoir les mêmes effets de régularisation de la digestion contre les constipations et les selles mal formées en étant moins chère (probablement à cause d'un même mécanisme impliquant le glutathion). Source : mensuel Sciences et avenir - La Recherche n° 925 daté de mars 2024.

## Cancer
Le stress chronique est associé à un risque accru de métastases et a une survie réduite chez les patients atteints de cancer, bien que les mécanismes exactes ne soient pas encore compris. Une étude de He et al. faite dans les poumons des souris ont montré que le stress chronique peut multiplier de 2 à 4 les métastases pulmonaires à partir de cellules cancéreuses disséminées. Cette augmentation est liée aux changements dans le micro-environnement tumorale, notamment une accumulation de fibronectine, une diminution de l'infiltration des lymphocytes T et une augmentation de l'infiltration des neutrophiles. Le stress chronique perturbe le rythme circadien normal des neutrophiles, entraînant une augmentation de la formation de Neutrophil Extracellular Trap (NET) par le biais de la libération de glucocorticoïdes. 
Des expériences ont montré que l'élimination des neutrophiles abolit les métastases induites par le stress. Chez les souris, dont le récepteur glucocorticoïde spécifique aux neutrophiles a été supprimé, le stress chronique n'a pas entraîné d'augmentation de NETs ni de métastases. D'autres expériences ont montré que la digestion des NETs par la DNaseI prévient les métastases induites par le stress chronique.
Ces découvertes révèlent que les glucocorticoïdes libérés pendant le stress chronique joue un rôle clé dans la formation de NETs et contribuent à l'établissement d'un micro-environnement favorables à la prolifération de métastases. 